# Enclos paroissial de Saint-Jean-du-Doigt
L'enclos paroissial de Saint-Jean-du-Doigt est un enclos paroissial situé dans la commune de Saint-Jean-du-Doigt (Finistère, Bretagne). Il inclut l'église Saint-Jean-Baptiste, une fontaine, une porte triomphale, un oratoire, une croix et un ossuaire. 
L'ensemble est classé au titre des monuments historiques comme il suit : 
- l'église Saint-Jean-Baptiste par la liste de 1862 ;
- la fontaine par arrêté du 12 juillet 1886 ;
- la porte double donnant accès au cimetière par arrêté du 21 février 1914 ;
- la chapelle funéraire Saint-Mélar par arrêté du 27 mars 1914 ;
- le cimetière avec le mur d'enceinte et les escaliers par décret du 28 octobre 1933.

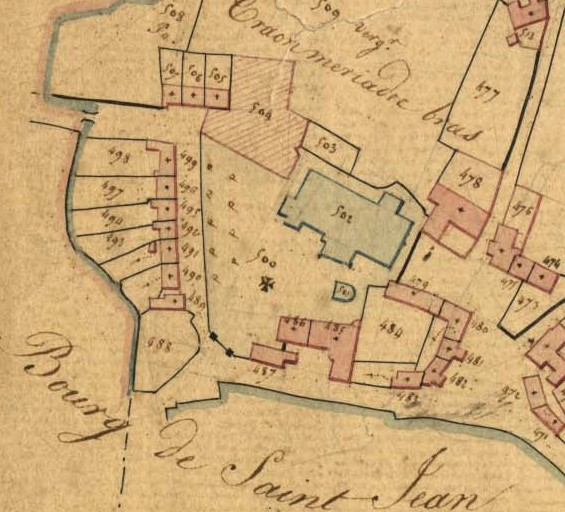
L'enclos sur le plan du cadastre napoléonien, en 1827. 500 : Cimetière ; 501 : chapelle (l'oratoire) ; 502 : Eglise.

## Galerie

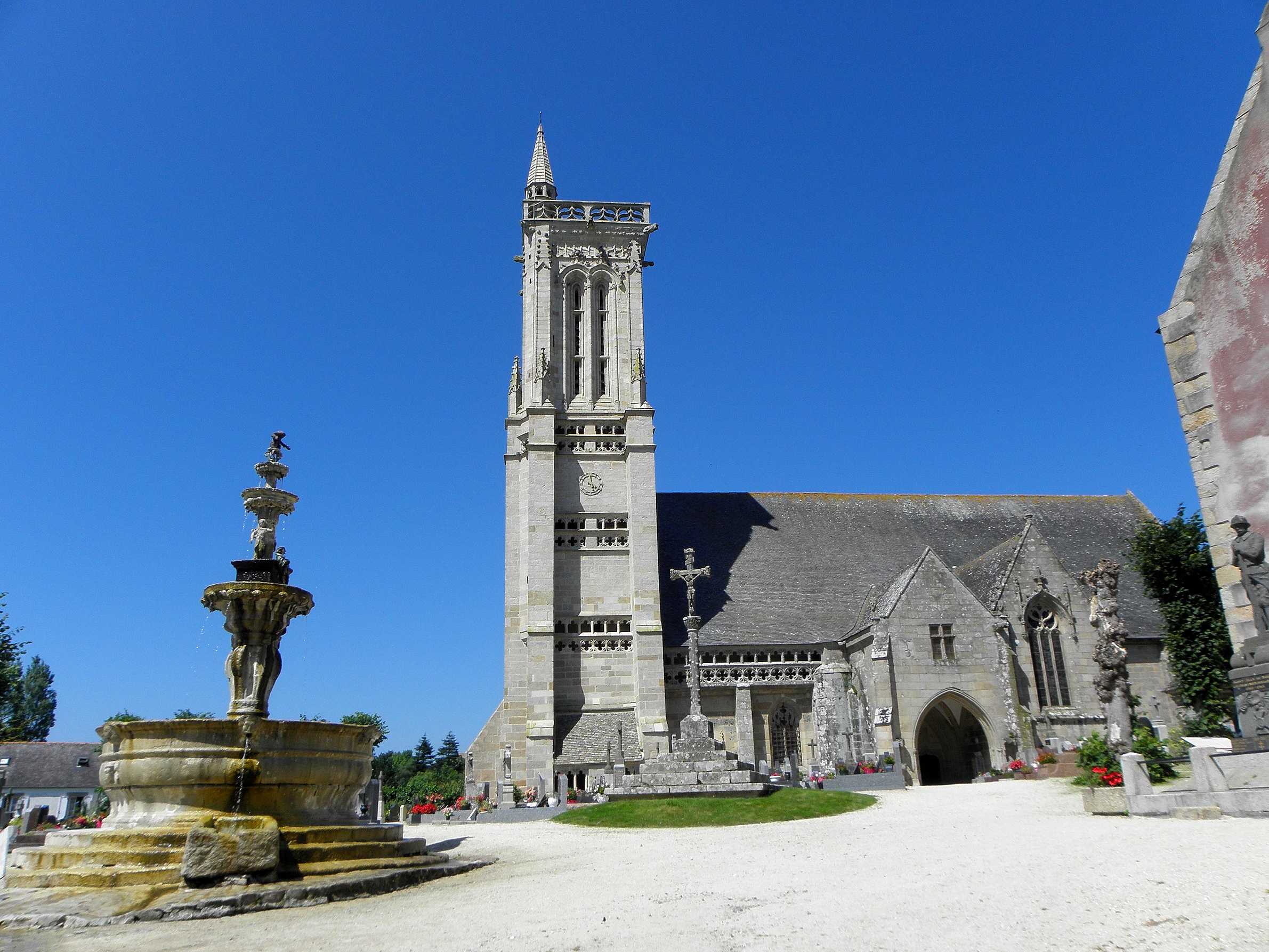
L'église et la fontaine.
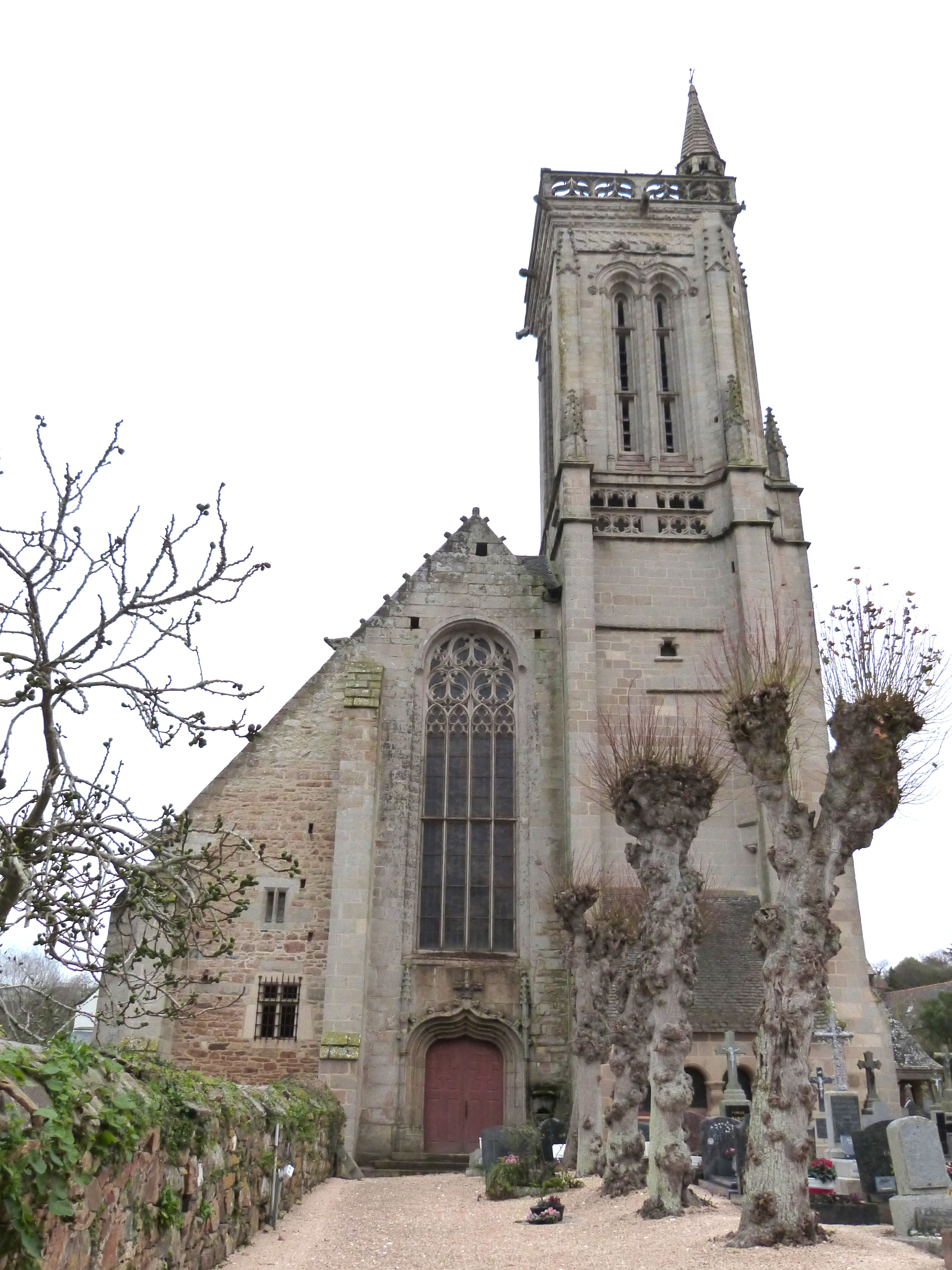
La façade occidentale.
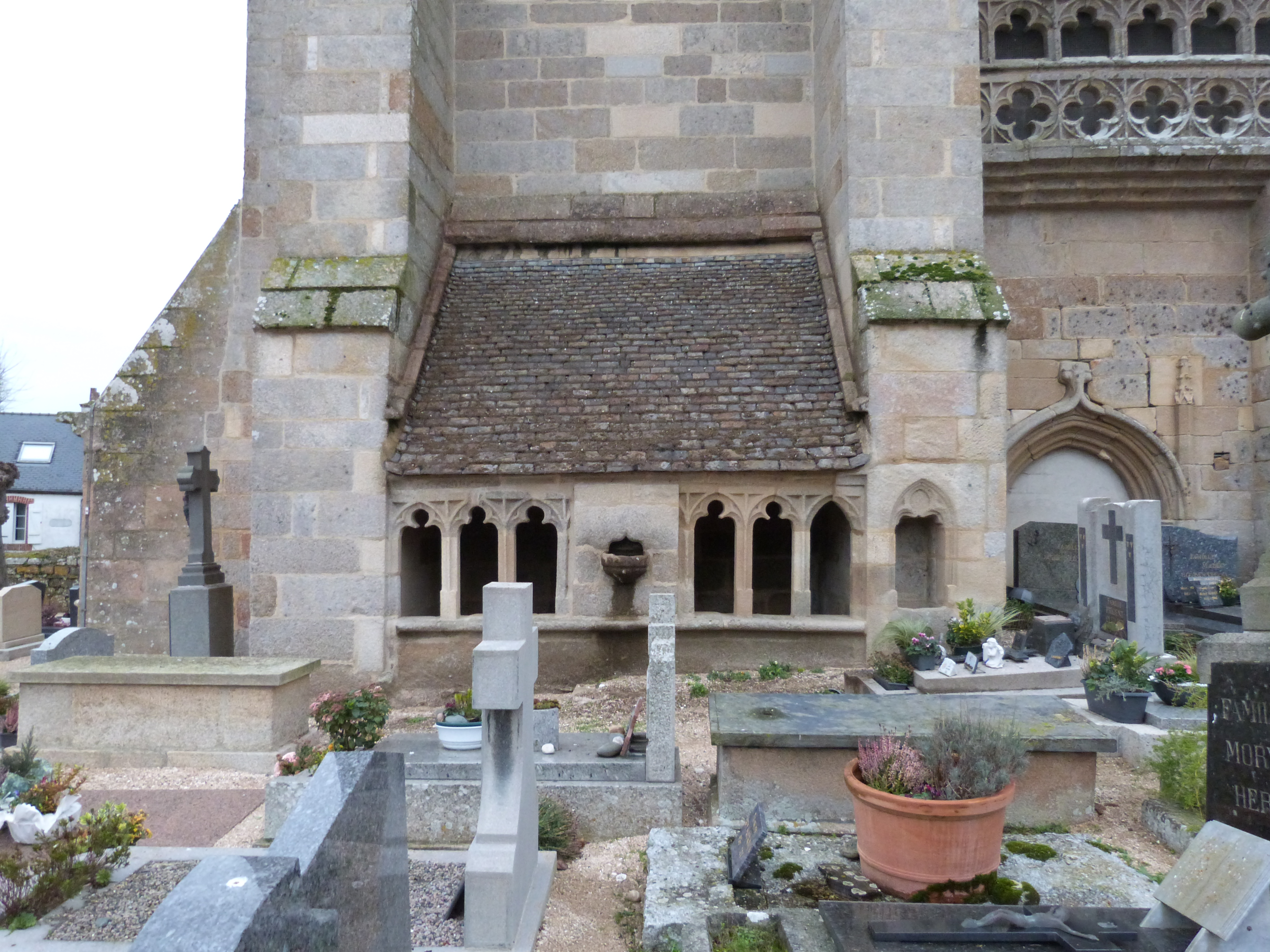
L'ossuaire accolé.
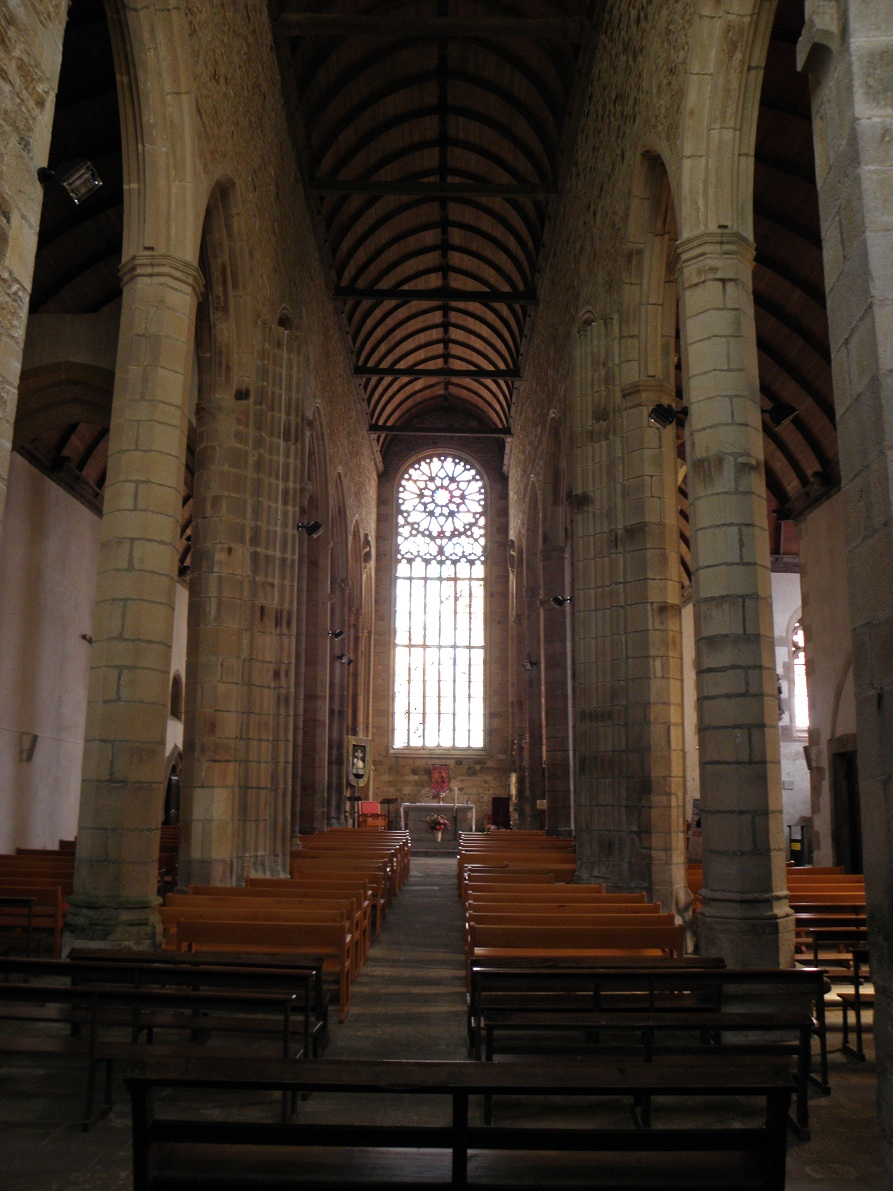
Intérieur de l'église.
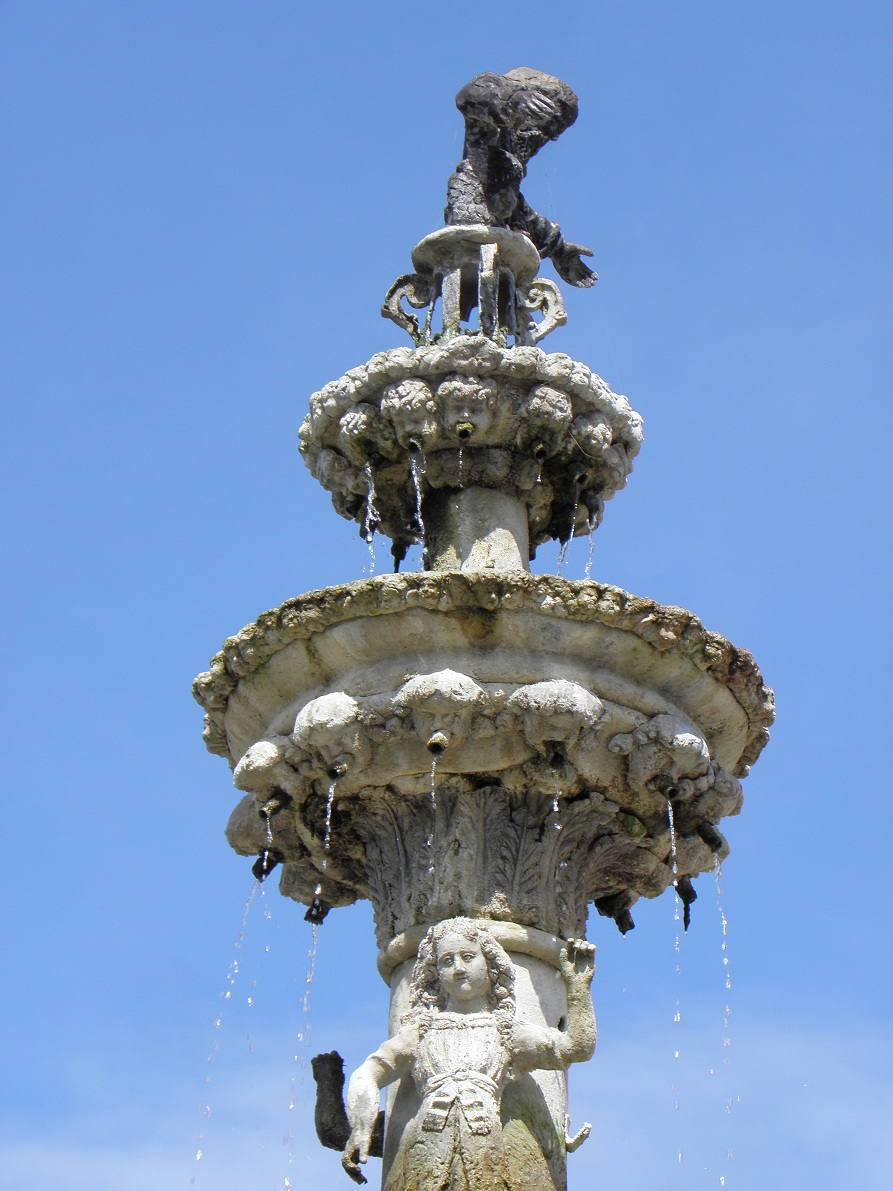
Détail de la fontaine.
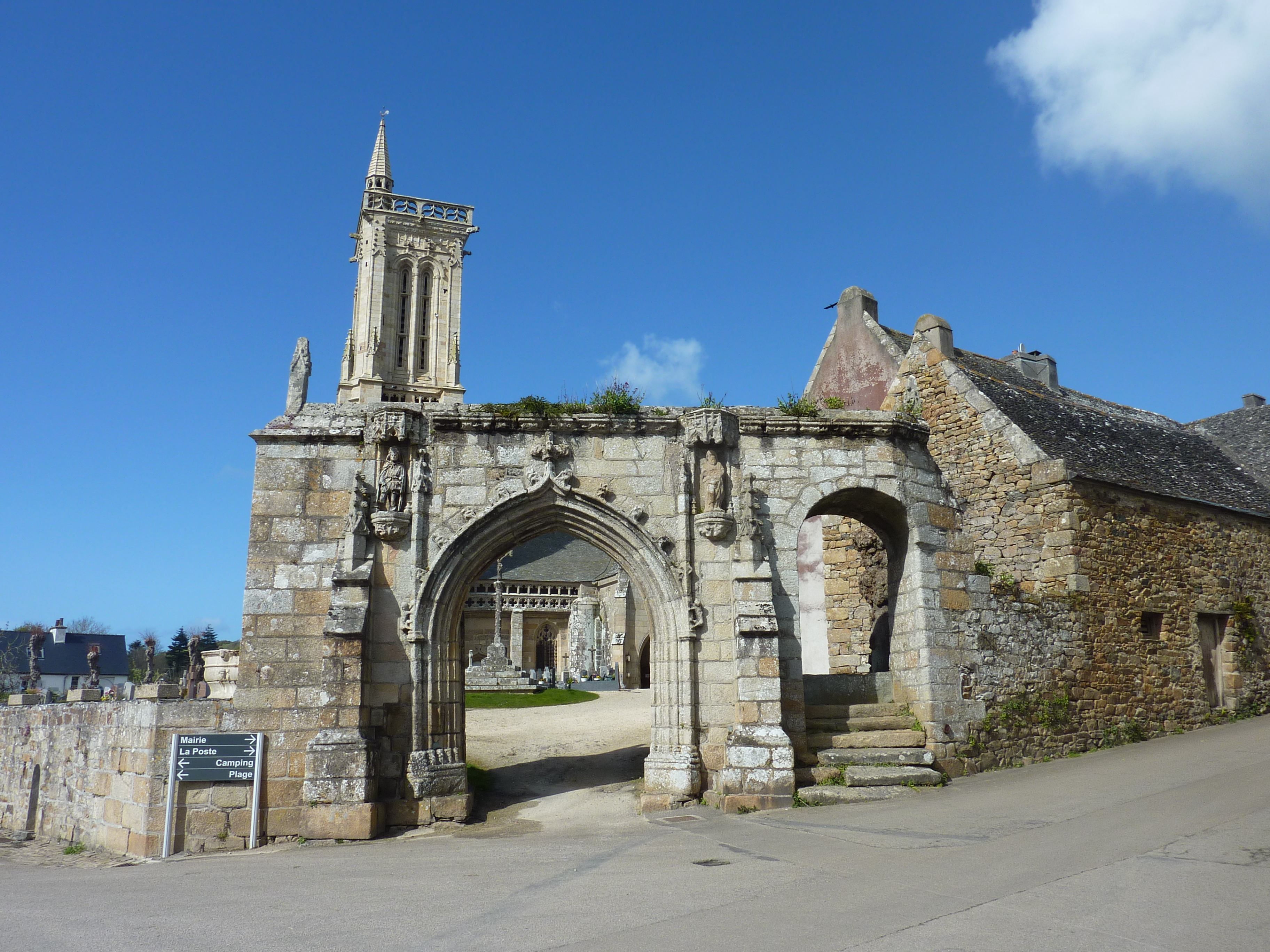
La porte triomphale.
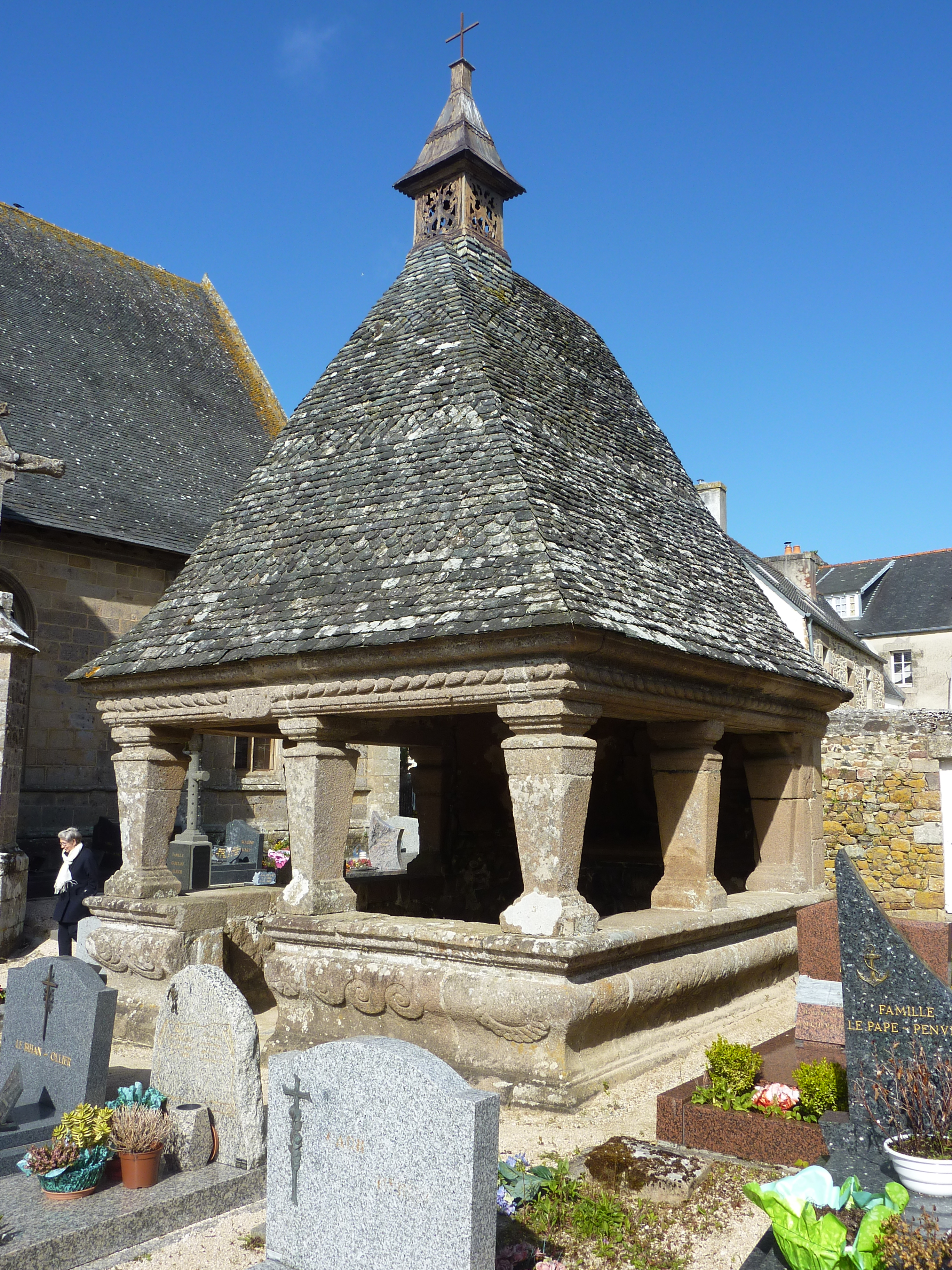
L'oratoire du sacre.
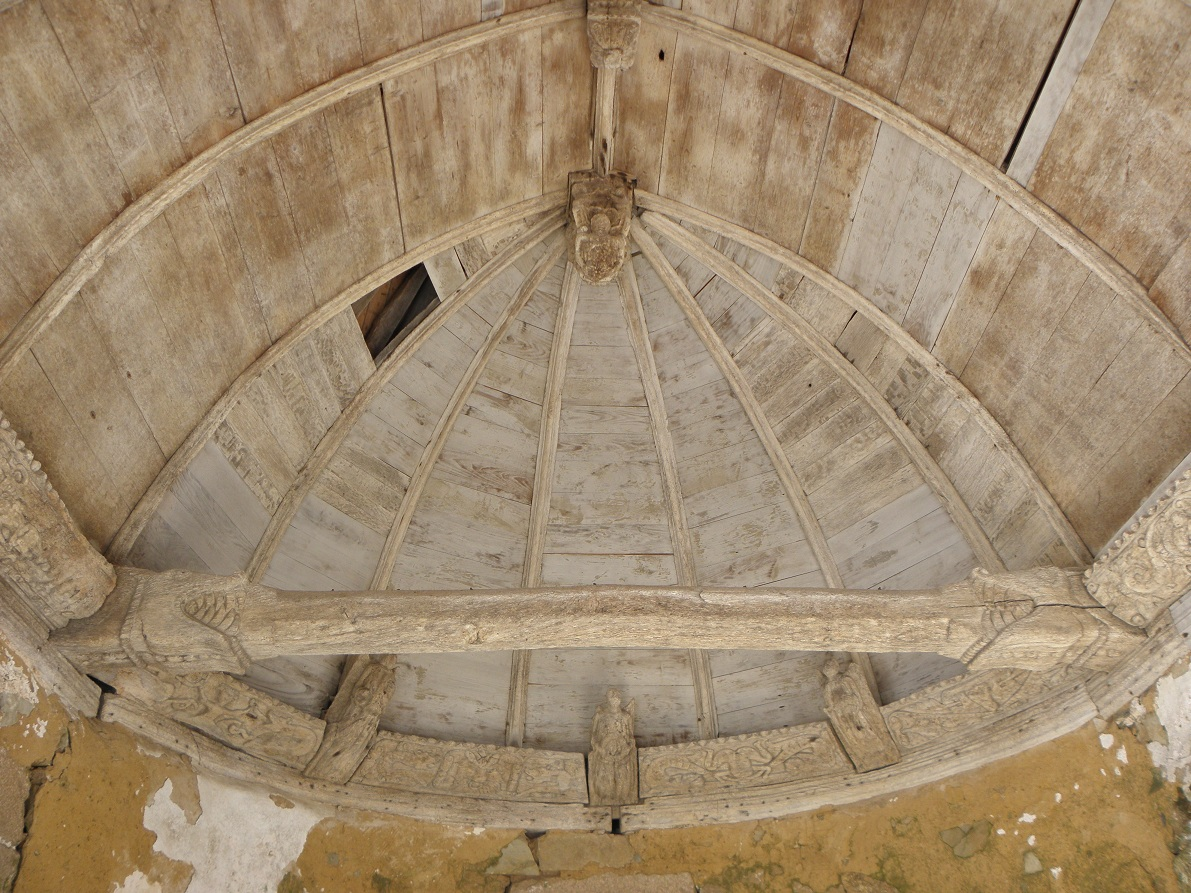
Plafond de l'oratoire.
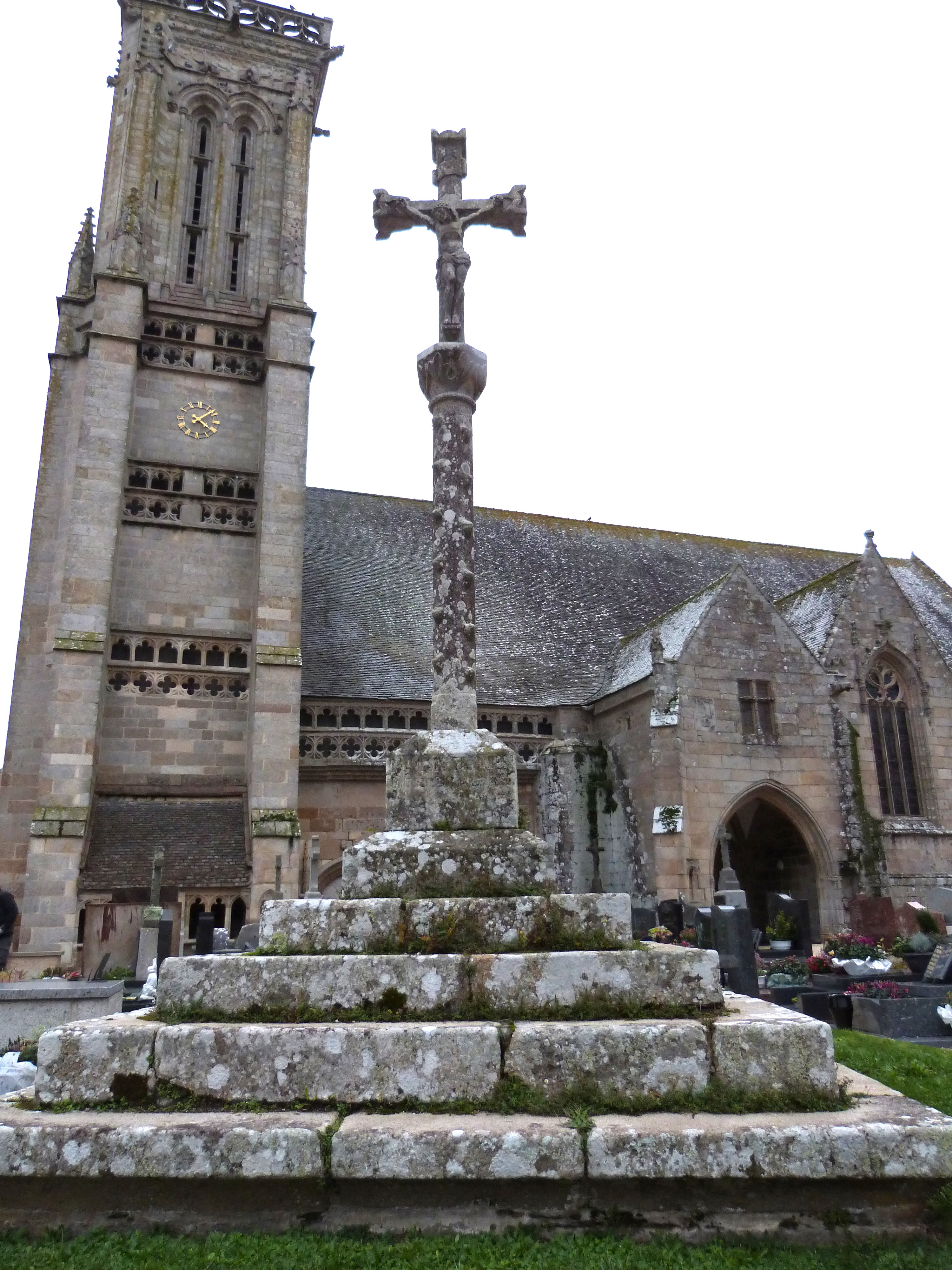
Croix de l'enclos.